# Eve Stephenson
Eve Stephenson née le 18 septembre 1969, est une coureuse cycliste professionnelle américaine.

## Palmarès sur route
- 1990
  - 10e étape de Women's Challenge
  - 2e du championnat du monde du contre-la-montre par équipes
  - 2e du championnat des États-Unis du contre-la-montre
- 1991
  - 2e du championnat des États-Unis du contre-la-montre
- 1992
  -  Championne du monde du contre-la-montre par équipes (avec Danute Bankaitis-Davis, Janice Bolland, Jeanne Golay)
  - Women's Challenge
- 1993
  - International Tour de Toona
  - 2e du championnat du monde du contre-la-montre par équipes
  - 2e de Women's Challenge
- 1994
  - Mount Evans Hill Climb
  - 2e du championnat des États-Unis du contre-la-montre
  - 2e de la Killington Stage Race
  - 3e du championnat du monde du contre-la-montre par équipes